# Paasselkä
Paasselkä (früher Paasivesi) ist ein ovaler See, der in einem erodierten Impaktkrater in Südsavo in Finnland liegt.
Der See bildet einen Teilsee des Orivesi, welcher wiederum Teil des Saimaa-Seensystems ist.
Der Paasselkä zeichnet sich, im Gegensatz zu den anderen Seen in der Region, durch ein Fehlen von Inseln aus.
Er ist ungewöhnlich tief und erreicht eine maximale Wassertiefe von 75 m.

## Einschlagkrater
Der Paasselkä-Impakt ereignete sich im Paläoproterozoikum vor annähernd 1,8 Milliarden Jahren. Der Durchmesser der hinterlassenen Impaktstruktur beträgt etwa 10 km.
Eine Anomalie im Erdmagnetfeld gab weitere Hinweise auf einen möglichen Einschlagkrater.
Im Jahr 1999 führte schließlich eine Tiefbohrung zum Nachweis des bis dahin neunten bekannten Impaktkraters in Finnland.
Im Gegensatz zu anderen finnischen Einschlagkratern wurde dieser nicht von Sedimentschichten überlagert.

## Lichtphänomene
Am See treten häufig Lichtphänomene auf, welche möglicherweise mit der lokalen magnetischen Anomalie in Verbindung gebracht werden können.